# Yves Gentilhomme
 (juin 2017).
Si vous disposez d'ouvrages ou d'articles de référence ou si vous connaissez des sites web de qualité traitant du thème abordé ici, merci de compléter l'article en donnant les références utiles à sa vérifiabilité et en les liant à la section « Notes et références ».
Yves Gentilhomme, né à Paris le 4 janvier 1920 et mort le 16 août 2016 à Besançon, est un linguiste et mathématicien français.

## Biographie
Né à Paris d'un père français, René-Edmond Gentilhomme, diplomate, et d'une mère russe, Youla Alexandrovna Koutyrine, mime et rhapsode, Yves Gentilhomme a été initié au bilinguisme dès son bas âge. Pendant son enfance, il a longtemps évolué dans le milieu de l’émigration russe blanche, qui gravitait autour de son grand-oncle, l’écrivain Ivan Chmeliov (1873-1950), lequel lui instilla l’amour pour la littérature qu’il cultiva toujours. Mais ce fut après la découverte d’un manuel de trigonométrie dans la chambre d’un pensionnaire de sa mère, qu'Yves Gentilhomme eut un véritable coup de foudre pour les mathématiques, tout en se passionnant toujours pour la langue, la culture et la civilisation russe. À la suite de sa rencontre avec le linguiste Lucien Tesnière, (1893-1954), slavisant et fondateur de la grammaire de dépendance – une théorie syntaxique originale, exposée dans son livre posthume Éléments de syntaxe structurale (1959) –, Yves Gentilhomme élabora son approche microsystémique. Tel fut le sujet développé dans sa thèse d’état, intitulée Essai d'approche microsystémique: théorie et pratique, application dans le domaine des sciences du langage, soutenue à la Sorbonne – Paris III– en mai 1979, sous la direction d’Antoine Culioli. L’essentiel de cette thèse fut condensé dans un volume du même titre, paru chez Peter Lang (Berne, Ch. 1985).
Mort à son domicile de Besançon à l’âge de 96 ans, Yves Gentilhomme a été incinéré le 20 août 2016. Ses cendres ont été dispersées le 24 septembre de la même année, dans l’Atlantique, au large de Capbreton – là où il avait passé son enfance heureuse, chez les Šmelev.

## Travaux

### Notion de microsystème
« Comment communiquer ? Comment organiser les connaissances ? Comment acquérir « les savoir-faire ? Comment conforter ou rejeter une approche donnée ? Pour y parvenir, l’Homo sapiens opère par réduction de systèmes trop vastes ou trop complexes à l’échelle modeste de ses moyens intellectuels et techniques. Ce faisant, il devient Homo faber de microsystèmes. »

En l’occurrence, la notion de microsystème telle que vue et décrite par Yves Gentilhomme apparaît comme l’aboutissement d’une réflexion pluridisciplinaire, tout au long d’une vie d’enseignant-chercheur dans des disciplines variées : mathématiques, physique, chimie, langue russe, traduction automatique, linguistique, lexicologie, didactique, et, d’amateur, en mycologie, géologie, musique, gymnastique, judo. Présentation, mise en œuvre et dynamification algorithmique en sciences du langage. 
En plus de cet opus majeur – dont les différents thèmes ont été repris et développés dans de très nombreux articles parus dans la presse scientifique internationale – voir bibliographie ci-dessous, sa source étant le catalogue général de la BnF –, Yves Gentilhomme a publié un ouvrage de référence, Le manuel du russe à l’usage des scientifiques, paru chez Dunod (Paris, 1963). Signalons également qu’il a été président de l’ATALA (Association pour le Traitement Automatique des Langues) en 1978 et 1979, et qu’il a fondé en 1980, à Besançon, le Centre Lucien Tesnière – dont la directrice depuis 1994 est Sylviane Cardey, spécialisée dans le domaine de la linguistique et du Traitement Automatique des Langues (TAL). L’originalité des méthodes du Centre se base sur la notion de système et micro-système inspirée de la définition d'Yves Gentilhomme. Elle permet aujourd'hui d’analyser les langues, une langue, voire plusieurs langues ensemble, sans la contrainte de présupposés théoriques. Les recherches fondamentales de ce Centre débouchent sur des applications en traitement automatique des langues et depuis 2000 pour les domaines à sécurité critique qui demandent des résultats fiables.